# La Grève (Vendée)
Pour les articles homonymes, voir La Grève.
La Grève est une ancienne municipalité française située dans le département de la Vendée.
Issue de la transformation de la paroisse Sainte-Agathe-de-la-Grève, elle est absorbée en 1791 par Saint-Martin-des-Noyers.

## Localisation
Le bourg de la Grève se situe à la confluence entre deux cours d’eau. Il est situé à 3 km de Saint-Martin, à 7 km de Fougeré, à 8 km des Essarts et à 9 km de la Ferrière et Sainte-Cécile.

## Toponymie
Le bourg est connu au XIVe siècle en tant que de Gravia, puis, la Griève au XVIIe siècle et enfin de Grava et la Grève le siècle suivant. La paroisse est désignée sous le nom de Sainte-Agathe-de-la-Grève avant la Révolution.
L’étymologie du toponyme remontrait à un terme gaulois (graua) faisant référence à un « rivage sablonneux ».

## Histoire
La municipalité est absorbée par Saint-Martin-des-Noyers à la Révolution,.
Une des quatre cloches de l’église Saint-Martin, érigée au XIXe siècle dans le bourg de Saint-Martin-des-Noyers, porte le nom de la paroisse de Sainte-Agathe-de-la-Grève.

## Culture locale et patrimoine

### Lieux et monuments
Avant sa disparition, la municipalité de La Grève admet plusieurs monuments sur son territoire d’exercice :
- la cure ;
- le château (XIIe siècle) ;
- l’église Sainte-Agathe, détruite lors de la guerre de Vendée.

### Personnalité liée à la municipalité
- Philippe-René Esgonnière du Thibeuf (1755-1838), magistrat et homme politique français, sénéchal de la baronnie de la Grève.

### Note
1. ↑  Le nombre de kilomètres entre deux points a été obtenu par le service de calcul d’itinéraire du Géoportail, selon l’itinéraire le plus court[1].